# Jerry Wong
Jerry Wong (* 20. März 1982 in Plattsburgh, New York) ist ein professioneller US-amerikanischer Pokerspieler. Er gewann 2023 ein Bracelet bei der World Series of Poker und erreichte 2016 den Finaltisch des Main Events der Turnierserie.

## Persönliches
Wong stammt aus Brooklyn. Er machte einen Abschluss in Finanzbuchhaltung. Wong ist verheiratet, zweifacher Vater und lebt mit seiner Familie in Davie.

## Pokerkarriere
Wong spielte von September 2006 bis Mai 2018 online unter den Nicknames hummylun (PokerStars) und khunglongvoi (Full Tilt Poker). Dabei hat er sich bei Turnieren mehr als 3,5 Millionen US-Dollar erspielt. Bei der auf PokerStars ausgespielten World Championship of Online Poker sicherte er sich 2014 und 2017 jeweils einen Titel.
Seine erste Geldplatzierung bei einem Live-Turnier erzielte Wong Ende Oktober 2008 bei den World Poker Finals in Mashantucket. Dort gewann er ein Turnier mit einer Siegprämie von über 110.000 US-Dollar. Im Juni 2010 war er erstmals bei der World Series of Poker (WSOP) im Rio All-Suite Hotel and Casino am Las Vegas Strip erfolgreich und kam bei einem Turnier der Variante No Limit Hold’em in die Geldränge. Im Januar 2013 erreichte er beim Main Event des PokerStars Caribbean Adventures auf den Bahamas den Finaltisch und beendete das Turnier auf dem mit 725.000 US-Dollar dotierten dritten Platz. Bei der WSOP 2016 spielte er sich im Juli 2016 im Main Event an den Finaltisch, der ab 30. Oktober 2016 ausgespielt wurde. Dort belegte Wong den achten Platz, der mit rund 1,1 Millionen US-Dollar bezahlt wurde. Mitte Januar 2017 setzte er sich bei einem Deepstack-Turnier der Lucky Hearts Poker Open in Hollywood, Florida, durch und sicherte sich aufgrund eines Deals ein Preisgeld von 250.000 US-Dollar. Bei der WSOP 2018 erreichte Wong drei Finaltische und sicherte sich dabei Preisgelder von mehr als 450.000 US-Dollar. Mitte April 2019 saß er am Finaltisch des Main Events der World Poker Tour in Hollywood und erhielt für seinen vierten Platz mehr als 250.000 US-Dollar. An gleicher Stelle belegte er Mitte April 2022 beim High Roller des Seminole Hard Rock Poker Showdown den zweiten Rang und erhielt aufgrund eines Deals mit Chance Kornuth und Brian Altman eine Auszahlung von mehr als 570.000 US-Dollar. Bei der mittlerweile im Horseshoe Las Vegas und Paris Las Vegas ausgespielten WSOP 2023 gewann Wong die Razz Championship und sicherte sich rund 300.000 US-Dollar sowie ein Bracelet.
Insgesamt hat sich Wong mit Poker bei Live-Turnieren knapp 6 Millionen US-Dollar erspielt.